# Линденау, Николай Иванович
Николай Иванович Линденау (1911—1995)  — советский инженер и учёный. Директор ВостНИИ (с 1962), лауреат Государственной премии СССР в области техники (1967). 

## Биография
Родился в 1911 году. Член КПСС.
В молодости работал на лесозаготовках под Усольем-Сибирским.
С 1935 года — на хозяйственной, общественной и политической работе. В 1935—1980 гг. — инженер-практик в угольной промышленности Кузбасса, главный инженер шахт, главный инженер крупнейшей на тот момент в СССР шахты «Коксовая» в городе Прокопьевск, начальник инженерной службы комбината «Кузбассуголь» с 1952 по 1962, директор Восточного НИИ по безопасности работ в горной промышленности (ВостНИИ) в городе Кемерово с 1962 года.
За разработку и широкое внедрение новой технологии открытой добычи угля с применением гидравлических способов работ в сложных геологических и климатических условиях Кузбасса был удостоен в составе коллектива Государственной премии СССР в области техники 1967 года.
Умер в 1995 году.